# Tilletia eragrostiellae
Tilletia eragrostiellae är en svampart som beskrevs av Vánky, C. Vánky & N.D. Sharma 1995. Tilletia eragrostiellae ingår i släktet Tilletia och familjen Tilletiaceae.   Inga underarter finns listade i Catalogue of Life.